# NGC 6073
NGC 6073 es una galaxia espiral (Sc) localizada en la dirección de la constelación de Hércules. Posee una declinación de +16° 42' 00" y una ascensión recta de 16 horas, 10 minutos y 10,9 segundos.
La galaxia NGC 6073 fue descubierta en 21 de marzo de 1784 por William Herschel.